# Маурісіо Мартінес (футболіст)
Маурі́сіо Марті́нес (ісп. Mauricio Martínez, нар. 20 лютого 1993) — аргентинський футболіст, півзахисник клубу «Росаріо Сентраль».
Виступав, зокрема, за клуб «Уніон», а також олімпійську збірну Аргентини.

## Клубна кар'єра
Вихованець футбольної школи клубу «Уніон». Дорослу футбольну кар'єру розпочав 2013 року в основній команді того ж клубу, в якій провів три сезони, взявши участь у 87 матчах чемпіонату. Більшість часу, проведеного у складі «Уніона», був основним гравцем команди.
До складу клубу «Росаріо Сентраль» приєднався 2016 року. Відтоді встиг відіграти за команду з Росаріо 12 матчів в національному чемпіонаті.

## Виступи за збірну
2016 року захищав кольори олімпійської збірної Аргентини. У складі цієї команди провів 3 матчі, забив 1 гол. У складі збірної — учасник футбольного турніру на Олімпійських іграх 2016 року у Ріо-де-Жанейро.

## Титули і досягнення
- Чемпіон Аргентини (1):

«Расінг» (Авельянеда): 2018–2019
- Переможець Південноамериканського кубка (1):

ЛДУ Кіто: 2023